# Amakinite
L'amakinite è un minerale appartenente al gruppo della brucite.